# Peter Thullen
Pour les articles homonymes, voir Thullen.
Peter Thullen, né le 24 août 1907 à Trèves (Province de Rhénanie) et mort le 24 juin 1996 à Lonay (Suisse), est un mathématicien équatorien d'origine allemande. Il est connu d'une part pour ses travaux en analyse complexe, d'autre part pour son travail fondamental en science actuarielle.

## Études
Peter Thullen a obtenu son doctorat en mathématiques en 1931, à l'âge de 23 ans, à l'université de Münster.

## Carrière
- 1931 : Assistant du prof. Heinrich Behnke à l'université de Münster. Il y fait la connaissance de Henri Cartan[2], et deviendra un de ses amis très proches malgré son éloignement géographique pendant la Seconde Guerre mondiale.
- 1933 : Peter Thullen quitte l'université de Münster pour Rome, en disant au professeur Behnke qu'il ne remettrait plus les pieds en Allemagne tant que Hitler était au pouvoir. Il continue de collaborer avec Behnke puisque leur livre sera publié en 1934[3].
- 1935 : Professeur à l'Universidad Central del Ecuador à Quito.
- 1946 : Colombian Insurance Company, Bogota, Colombie
- 1949 : Chef Actuaire, département de Sécurité Sociale, République du Panama[4].
- 1952 : Division de la Sécurité Sociale, Bureau International du Travail (BIT), Genève, Suisse[5].
- 1967 : Retraite du BIT, et continue sa carrière en tant que consultant pour le BIT. Il travaille à la réforme de la sécurité sociale à Chypre, Luxembourg, Panamá et la Banque mondiale.
- 1968 : professeur de mathématiques à l'Université de Zurich.
- 1971 : professeur ordinaire à l’Institut de Mathématiques de l’Université de Fribourg
- 1977 : Fin de sa carrière universitaire.